# Schizm: Mysterious Journey
Schizm: Mysterious Journey is een avonturenspel dat uitkwam in 2001 en is ontwikkeld door Detalion en LK Avalon en uitgegeven door het Canadese The Adventure Company. Het verhaal in het spel is geschreven door de Australische sciencefictionauteur Terry Dowling. In 2004 verscheen een opvolger van het spel onder de titel Schizm 2:Chameleon

## Spel
De beelden in het spel zijn vooraf gerenderd in hoge resolutie. Een bijzonder element in het spel is de mogelijkheid te wisselen tussen de twee hoofdrolspelers. Het spel bevat puzzels waarbij actie van beide spelers nodig is om verder te komen.
Het spel kwam aanvankelijk uit op vijf cd-roms. Korte tijd later verscheen het spel ook op een enkele dvd. De cd-versie bevat niet alle puzzels die wel op de dvd staan, ook ontbreken er details in het achtergrondverhaal.
Schizm is vergelijkbaar met de computerspelserie Myst, waarin de speler ook plaatsen bezoekt om puzzels op te lossen en 360 graden om zich heen kan kijken.

## Verhaal
Sam en Hannah zijn ruimtevliegers die een ruimteschip gebruiken om spullen te vervoeren naar een wetenschappelijke expeditie op de planeet Argilus. Terwijl ze de planeet naderen, verliezen ze de controle over hun ruimteschip en worden gedwongen het schip te verlaten met behulp van een reddingspod. De twee personages zijn op dit punt van het spel gescheiden op de onbewoonde planeet: Sam bevindt zich in een soort stad, die bestaat uit ballonvormige luchtschepen. Hannah landt op een drijvend eiland, dat ook een stad huisvest. Ten eerste hebben de twee geen mogelijkheid om met elkaar te communiceren, maar dit verandert in de loop van het spel. Als ze allebei in Matia's Zone zijn, moeten ze samen een laatste puzzel oplossen om te ontsnappen aan de planeet en duidelijk te krijgen waar de bewoners van de planeet zijn gebleven.

## Ontvangst
Schizm werd genomineerd voor Beste Adventure Game door GameSpot. De prijs ging uiteindelijk naar Myst III: Exile.
| Beoordeeld door       | Jaar | Score    |
| --------------------- | ---- | -------- |
| Just Adventure        | 2001 | A        |
| The Adrenaline Vault  | 2001 | 4,5 / 5  |
| Quandary              | 2001 | 4,5 / 5  |
| GameSpot              | 2001 | 79 / 100 |
| PC Games              | 2001 | 45 / 100 |
| Computer Gaming World | 2002 | 3 / 5    |